# 雪景色
「雪景色」（ゆきげしき）は、1999年11月30日に発売されたカントリー娘。の2ndシングル。

## 概要
柳原尋美の急逝と小林梓の脱退により、今作よりりんね1人での活動となる。
テレビ東京系「アイドルをさがせ!」エンディングテーマ。

## 収録曲
全作詞：森高千里　全作曲：つんく　全編曲：高橋諭一
1. 雪景色
2. 雪だより
3. 雪景色 (Instrumental)

## 参加ミュージシャン
雪景色
- プログラミング&ギター：高橋諭一
- ペダルスティール：鈴木俊介
- コーラス：りんね＆シ・エ・ル

雪だより
- プログラミング&ギター&コーラス：高橋諭一
- アディショナルベース：木下じゅん
- コーラス：りんね＆シ・エ・ル